# Бадо, Раймунд
Раймунд Бадо (венг. Badó Rajmund; 15 августа 1902 — 31 декабря 1986) — венгерский борец греко-римского стиля, призёр Олимпийских игр.
Раймунд Бадо родился в 1902 году в Будапеште. В 1924 году, несмотря на молодость, он был включён в олимпийскую сборную, и на Олимпийских играх в Париже завоевал бронзовую медаль в весовой категории свыше 82,5 кг. В 1925 году он завоевал серебряную медаль чемпионата Европы, а на чемпионате Европы 1927 года занял первое место. В 1928 году он принял участие в Олимпийских играх в Амстердаме, но там стал лишь шестым.
В 1934 году Раймунд Бадо переехал в Египет, где стал работать тренером. О дальнейшей его жизни практически нет сведений.